# Greenmail – Die Bombe tickt!
Greenmail – Die Bombe tickt! ist ein US-amerikanischer Action-Thriller des Regisseurs Jonathan Heap mit Stephen Baldwin und Tom Skerritt in den Hauptrollen. Er handelt von den terroristischen Aktivitäten eines extremistischen Umweltschützers.

## Handlung
Eine dreiköpfige Gruppe von Umweltaktivisten, bestehend aus Scott, Allison und Jeremy, sucht des Nachts in einer Chemiefabrik nach Beweisen, mit denen sie Umweltsünden ans Tageslicht und zur Anzeige bringen kann. Nachdem Allison während dieser Aktion von einem Wachmann getötet wird und große Teile der Produktionsanlage durch eine Explosion zerstört werden, führen die polizeilichen Ermittlungen zu Scott. Er wird verhaftet. Doch als die Bombenanschläge auf Umweltsünder während seiner Untersuchungshaft trotzdem weitergehen, wird er wieder auf freien Fuß gesetzt, da er nun als unschuldig gilt. Die junge Polizistin und Sprengstoffexpertin Ashley Pryor heftet sich an seine Fersen und es kommt schließlich zu einer Zusammenarbeit zwischen den beiden. Gemeinsam suchen sie nun nach dem Täter.
Jeremy, der dritte Umweltschützer im Bunde, ist noch immer flüchtig und outet sich bei einem Kurzbesuch Scott gegenüber als der Urheber der Anschlagserie, die bereits fünf Menschenleben forderte. Glücklicherweise kann die Polizei Daten von Jeremys Festplatte an dessen Arbeitsplatz sichern, so dass sie darauf Hinweise auf die nächsten Anschlagsziele finden kann. Im Showdown der Handlung muss Scott eine auf einer Seilbahngondel angebrachte Sprengladung schleunigst entschärfen, noch bevor die Gondel den Berggipfel erreicht. Agent Pryor leitet ihn dabei über Funk an. Im Tagungshotel auf dem Gipfel findet ein Kongress statt, deren Teilnehmer der vereitelte Anschlag galt.

## Kritiken
„Kurzatmiger Actionthriller, vorhersehbar und öde durch die Aneinanderreihung von Genreklischees.“

„Insgesamt ist ‚Green Mail‘ für jeden Actionfan durchaus zu empfehlen. Obwohl es sich hier um ein B-Movie handelt und der Film nicht mit den großen Hollywood-Produktionen mithalten kann, bietet ‚Green Mail‘ spannende Unterhaltung bis zum Schluss.“

„Oköpaxe sind mal wieder von Taliban kaum zu unterscheiden in diesem bieder und vorhersehbar, aber streckenweise durchaus effektiv gestrickten Bombenterrorthriller der Marke „blauer oder roter Draht?“. Stephen Baldwin gibt mit gewohnter Lässigkeit den etwas undurchsichtigen Antihelden, Kelly Rowan („Candyman 2“) darf als Zierblondine vom Dienst immerhin eigenhändig ein paar Drähte kappen, und „Alien“-Captain Tom Skerritt ist als väterlicher Ermittler die gewohnte Bank. Top 50 im Visier.“

## Hintergrund
Der Film, dessen Budget auf 5,5 Mio. US-Dollar geschätzt wird, wurde in der kanadischen Stadt Vancouver gedreht.
Die erste Veröffentlichung fand am 17. Juli 2002 in Spanien als Videopremiere statt und 5 Monate später, am 17. Dezember, kam er dann in die Kinos der USA.
In deutschen Kinos wurde Greenmail – Die Bombe tickt! nie vorgeführt.
Der DVD-Verkauf startete in Deutschland am 1. Oktober 2003.